# 電弱交互作用
在粒子物理學中，電弱交互作用是電磁作用與弱交互作用的統一描述，而這兩種作用都是自然界中四種已知基本力。雖然在日常的低能量情況下，電磁作用與弱作用存在很大的差異，然而在超過統一溫度，即數量級在100 GeV的情況下，這兩種作用力會統合成單一的電弱作用力。因此如果宇宙是足夠的熱（約1015K，在大爆炸發生不久以後溫度才降至比上述低的水平），就只有一種電弱作用力，不會有分開的電磁作用與弱交互作用。
由於將基本粒子的電磁作用與弱作用統一的這項貢獻，阿卜杜勒·薩拉姆、謝爾登·格拉肖以及史蒂文·溫伯格獲頒1979年的諾貝爾物理獎。電弱交互作用的理論目前經以下兩個實驗證明存在：
1. 1973年在Gargamelle氣泡室首次在微中子散射實驗中發現中性流的存在。
2. 1983年在超級質子同步加速器進行的UA1和UA2質子反質子對撞實驗中發現W及Z玻色子。

## 數學表述

圖為已知基本粒子的弱同位旋T_{3}及弱超荷Y_{W}的模式，圖中標有電荷Q及弱混合角。中性的希格斯場（圓圈內）在打破電弱對稱後，就能與其他粒子交互作用，從而產生質量。希格斯場的三個分量則成為具質量的W及Z玻色子的一部分。

數學上統一電磁作用及弱作用是經由一個SU(2)×U(1)的規範群。當中對應的零質量規範玻色子分別是三個來自 SU(2)弱同位旋的W玻色子(
W+
、
W0
和
W−
)以及一個來自U(1)弱超荷的B0玻色子。
在標準模型裡
W±
和
Z0
玻色子和光子是經由SU(2)×U(1)Y的電弱對稱性自發對稱破缺成U(1)em所產生的，此一過程稱作希格斯機制（見希格斯玻色子）。U(1)Y和U(1)em都屬於U(1)群，但兩者不同；U(1)em的生成元是電荷Q=Y/2+I3，而其中Y是U(1)Y（叫弱超荷）的生成元，I3（弱同位旋的一個分量）則是SU(2)的其中一個生成元。
自發對稱破缺使
W0
和B0玻色子組合成兩種不同的玻色子：
Z0
玻色子和光子(γ)。

如下：
{\displaystyle {\begin{pmatrix}\gamma \\Z^{0}\end{pmatrix}}={\begin{pmatrix}\cos \theta _{W}&\sin \theta _{W}\\-\sin \theta _{W}&\cos \theta _{W}\end{pmatrix}}{\begin{pmatrix}B^{0}\\W^{0}\end{pmatrix}}}
其中θW為弱混合角。對稱破缺使得代表粒子的軸在(
W0
, B0)平面上旋轉，其旋轉角為θW（見右圖）。對稱破缺同時使得
Z0
和
W±
的質量變得不一樣（它們的質量分別以MZ和MW表示）：
{\displaystyle M_{Z}={\frac {M_{W}}{\cos \theta _{W}}}}
電磁作用與弱力在對稱破缺後變得不同，是因為希格斯玻色子的Y及I3，可以組成一個答案為零的線性組合：U(1)em的定義生成元（電荷）正是這個組合，所以電磁作用不與希格斯場作用，亦因此保留對稱性（光子零質量）。

## 拉格朗日量

### 自發對稱破缺之前
電弱交互作用的拉格朗日量在自發對稱破缺之前分成四個部分：
{\displaystyle {\mathcal {L}}_{EW}={\mathcal {L}}_{g}+{\mathcal {L}}_{f}+{\mathcal {L}}_{h}+{\mathcal {L}}_{y}.}
{\displaystyle {\mathcal {L}}_{g}}項描述三種W粒子及一種B粒子的交互作用：
{\displaystyle {\mathcal {L}}_{g}=-{\frac {1}{4}}W^{a\mu \nu }W_{\mu \nu }^{a}-{\frac {1}{4}}B^{\mu \nu }B_{\mu \nu }}
其中{\displaystyle W^{a\mu \nu }} ({\displaystyle a=1,2,3})及{\displaystyle B^{\mu \nu }}分別為弱同位旋及弱超荷的場強度張量。
{\displaystyle {\mathcal {L}}_{f}}為標準模型費米子的動能項。規範玻色子與費米子間的交互作用是由共變導數所描述的。
{\displaystyle {\mathcal {L}}_{f}={\overline {Q}}_{i}iD\!\!\!\!/\;Q_{i}+{\overline {u}}_{i}iD\!\!\!\!/\;u_{i}+{\overline {d}}_{i}iD\!\!\!\!/\;d_{i}+{\overline {L}}_{i}iD\!\!\!\!/\;L_{i}+{\overline {e}}_{i}iD\!\!\!\!/\;e_{i}}
其中下標{\displaystyle i}代表費米子代，根據愛因斯坦求和約定，各項中重覆的下標會把三代的結果都加起來，而{\displaystyle Q}、{\displaystyle u}和{\displaystyle d}分別代表夸克的左手性雙重態、右手性上單重態和右手性下單重態，{\displaystyle L}和{\displaystyle e}則代表輕子的左手性雙重態和右手性電子單重態。注意右手性中微子是不參與弱相互作用的，因此輕子比夸克少一個項。
{\displaystyle {\mathcal {L}}_{h}}描述希格斯場F：
{\displaystyle {\mathcal {L}}_{h}=|D_{\mu }h|^{2}-\lambda \left(|h|^{2}-{\frac {v^{2}}{2}}\right)^{2}}
{\displaystyle {\mathcal {L}}_{y}}負責提供湯川耦合，它會把希格斯場所產生的真空期望值變成質量，
{\displaystyle {\mathcal {L}}_{y}=-y_{u\,ij}\epsilon ^{ab}\,h_{b}^{\dagger }\,{\overline {Q}}_{ia}u_{j}^{c}-y_{d\,ij}\,h\,{\overline {Q}}_{i}d_{j}^{c}-y_{e\,ij}\,h\,{\overline {L}}_{i}e_{j}^{c}+h.c.}

### 自發對稱破缺之後
在希格斯玻色子獲得真空期望值後，拉格朗日量
{\displaystyle {\mathcal {L}}_{EW}={\mathcal {L}}_{K}+{\mathcal {L}}_{N}+{\mathcal {L}}_{C}+{\mathcal {L}}_{H}+{\mathcal {L}}_{HV}+{\mathcal {L}}_{WWV}+{\mathcal {L}}_{WWVV}+{\mathcal {L}}_{Y}}
動能項{\displaystyle {\mathcal {L}}_{K}}含有拉格朗日量中所有的二次項，當中包括動力項（偏微分）和質量項（明顯地沒有出現於對稱破缺之前的拉格朗日量之中）。
{\displaystyle {\mathcal {L}}_{K}=\sum _{f}{\overline {f}}(i\partial \!\!\!/\!\;-m_{f})f-{\frac {1}{4}}A_{\mu \nu }A^{\mu \nu }-{\frac {1}{2}}W_{\mu \nu }^{+}W^{-\mu \nu }+m_{W}^{2}W_{\mu }^{+}W^{-\mu }-{\frac {1}{4}}Z_{\mu \nu }Z^{\mu \nu }+{\frac {1}{2}}m_{Z}^{2}Z_{\mu }Z^{\mu }+{\frac {1}{2}}(\partial ^{\mu }H)(\partial _{\mu }H)-{\frac {1}{2}}m_{H}^{2}H^{2}}
其中總和把理論中費米子（夸克和輕子）的各代都加起來，而場{\displaystyle A_{\mu \nu }^{}}、{\displaystyle Z_{\mu \nu }^{}}、{\displaystyle W_{\mu \nu }^{-}}及{\displaystyle W_{\mu \nu }^{+}\equiv (W_{\mu \nu }^{-})^{\dagger }}的形式如下：
{\displaystyle X_{\mu \nu }=\partial _{\mu }X_{\nu }-\partial _{\nu }X_{\mu }+gf^{abc}X_{\mu }^{b}X_{\nu }^{c}}，（將X替換成相應的場，而{\displaystyle f^{abc}}則是規範群的架構常數）。
拉格朗日量中的中性流分量{\displaystyle {\mathcal {L}}_{N}}與載荷流分量{\displaystyle {\mathcal {L}}_{C}}，就是費米子與規範玻色子間的交互作用。
{\displaystyle {\mathcal {L}}_{N}=eJ_{\mu }^{em}A^{\mu }+{\frac {g}{\cos \theta _{W}}}(J_{\mu }^{3}-\sin ^{2}\theta _{W}J_{\mu }^{em})Z^{\mu }},
其中電磁流{\displaystyle J_{\mu }^{em}}及中性弱流{\displaystyle J_{\mu }^{3}}分別為
{\displaystyle J_{\mu }^{em}=\sum _{f}q_{f}{\overline {f}}\gamma _{\mu }f},
及
{\displaystyle J_{\mu }^{3}=\sum _{f}I_{f}^{3}{\overline {f}}\gamma _{\mu }{\frac {1-\gamma ^{5}}{2}}f}
{\displaystyle q_{f}^{}}和{\displaystyle I_{f}^{3}}分別是費米子的電荷和弱同位旋。
拉格朗日量的載荷流部分如下：
{\displaystyle {\mathcal {L}}_{C}=-{\frac {g}{\sqrt {2}}}\left[{\overline {u}}_{i}\gamma ^{\mu }{\frac {1-\gamma ^{5}}{2}}M_{ij}^{CKM}d_{j}+{\overline {\nu }}_{i}\gamma ^{\mu }{\frac {1-\gamma ^{5}}{2}}e_{i}\right]W_{\mu }^{+}+h.c.}
{\displaystyle {\mathcal {L}}_{H}}代表希格斯場的三點及四點自身交互作用。
{\displaystyle {\mathcal {L}}_{H}=-{\frac {gm_{H}^{2}}{4m_{W}}}H^{3}-{\frac {g^{2}m_{H}^{2}}{32m_{W}^{2}}}H^{4}}
{\displaystyle {\mathcal {L}}_{HV}}代表規範向量玻色子的希格斯交互作用。
{\displaystyle {\mathcal {L}}_{HV}=\left(gm_{W}H+{\frac {g^{2}}{4}}H^{2}\right)\left(W_{\mu }^{+}W^{-\mu }+{\frac {1}{2\cos ^{2}\theta _{W}}}Z_{\mu }Z^{\mu }\right)}
{\displaystyle {\mathcal {L}}_{WWV}}代表規範場的三點自身交互作用。
{\displaystyle {\mathcal {L}}_{WWV}=-ig[(W_{\mu \nu }^{+}W^{-\mu }-W^{+\mu }W_{\mu \nu }^{-})(A^{\nu }\sin \theta _{W}-Z^{\nu }\cos \theta _{W})+W_{\nu }^{-}W_{\mu }^{+}(A^{\mu \nu }\sin \theta _{W}-Z^{\mu \nu }\cos \theta _{W})]}
{\displaystyle {\mathcal {L}}_{WWVV}}代表規範場的四點自身交互作用。
{\displaystyle {\mathcal {L}}_{WWVV}=-{\frac {g^{2}}{4}}\left\{[2W_{\mu }^{+}W^{-\mu }+(A_{\mu }\sin \theta _{W}-Z_{\mu }\cos \theta _{W})^{2}]^{2}-[W_{\mu }^{+}W_{\nu }^{-}+W_{\nu }^{+}W_{\mu }^{-}+(A_{\mu }\sin \theta _{W}-Z_{\mu }\cos \theta _{W})(A_{\nu }\sin \theta _{W}-Z_{\nu }\cos \theta _{W})]^{2}\right\}}
而{\displaystyle {\mathcal {L}}_{Y}}則代表費米子與希格斯場間的湯川交互作用。
{\displaystyle {\mathcal {L}}_{Y}=-\sum _{f}{\frac {gm_{f}}{2m_{W}}}{\overline {f}}fH}
注意各個弱耦合裏{\displaystyle {\frac {1-\gamma ^{5}}{2}}}這個因子：這些因子會把旋量場的左手性分量投映出來。因此（對稱性破缺後的）電弱理論一般由被稱為手徵理論。

## 相關連結
- 基本交互作用
- 標準模型
- 弱混合角

### 一般讀物
- B.A. Schumm. . Johns Hopkins University Press. 2004. ISBN 0-8018-7971-X. 在沒有正規數學的情況下，傳遞出標準模型的大部份內容。在弱交互作用方面非常地深入。

### 教科書
- D.J. Griffiths. . John Wiley & Sons. 1987. ISBN 0-471-60386-4.
- W. Greiner, B. Müller. . Springer. 2000. ISBN 3-540-67672-4.
- G.L. Kane. . Perseus Books. 1987. ISBN 0-201-11749-5.

### 論文
- E.S. Abers, B.W. Lee. . Physics Reports. 1973, 9: 1–141. Bibcode:1973PhR.....9....1A. doi:10.1016/0370-1573(73)90027-6.
- Y. Hayato;  et al. . Physical Review Letters. 1999, 83 (8): 1529. Bibcode:1999PhRvL..83.1529H. arXiv:hep-ex/9904020 . doi:10.1103/PhysRevLett.83.1529.
- J. Hucks. . Physical Review D. 1991, 43 (8): 2709–2717. Bibcode:1991PhRvD..43.2709H. doi:10.1103/PhysRevD.43.2709.
- S.F. Novaes. . 2000. arXiv:hep-ph/0001283  |class=被忽略 (帮助).
- D.P. Roy. . 1999. arXiv:hep-ph/9912523  |class=被忽略 (帮助).